# Борго Нуово (Торино)
Борго Нуово је насеље у Италији у округу Торино, региону Пијемонт.
Према процени из 2011. у насељу је живело 340 становника. Насеље се налази на надморској висини од 270 м.